# Breitenfeld (Lipsk)
Breitenfeld – dzielnica miasta Lipsk w Niemczech, w kraju związkowym Saksonia. Do 31 grudnia 1998 miejscowość w gminie Lindenthal (Lipsk)
w powiecie Lipsk.